# フタバ食品
フタバ食品株式会社（フタバしょくひん 英称：FUTABA FOODS CO.,LTD.）は、栃木県宇都宮市に本社を置く冷凍食品・氷菓子・ラクトアイスを主力とする食品メーカーである。製造のみならず、餃子店やサービスエリアの運営も手掛けている。かつては、黒磯駅や那須塩原駅で駅弁を販売していた。

## 沿革

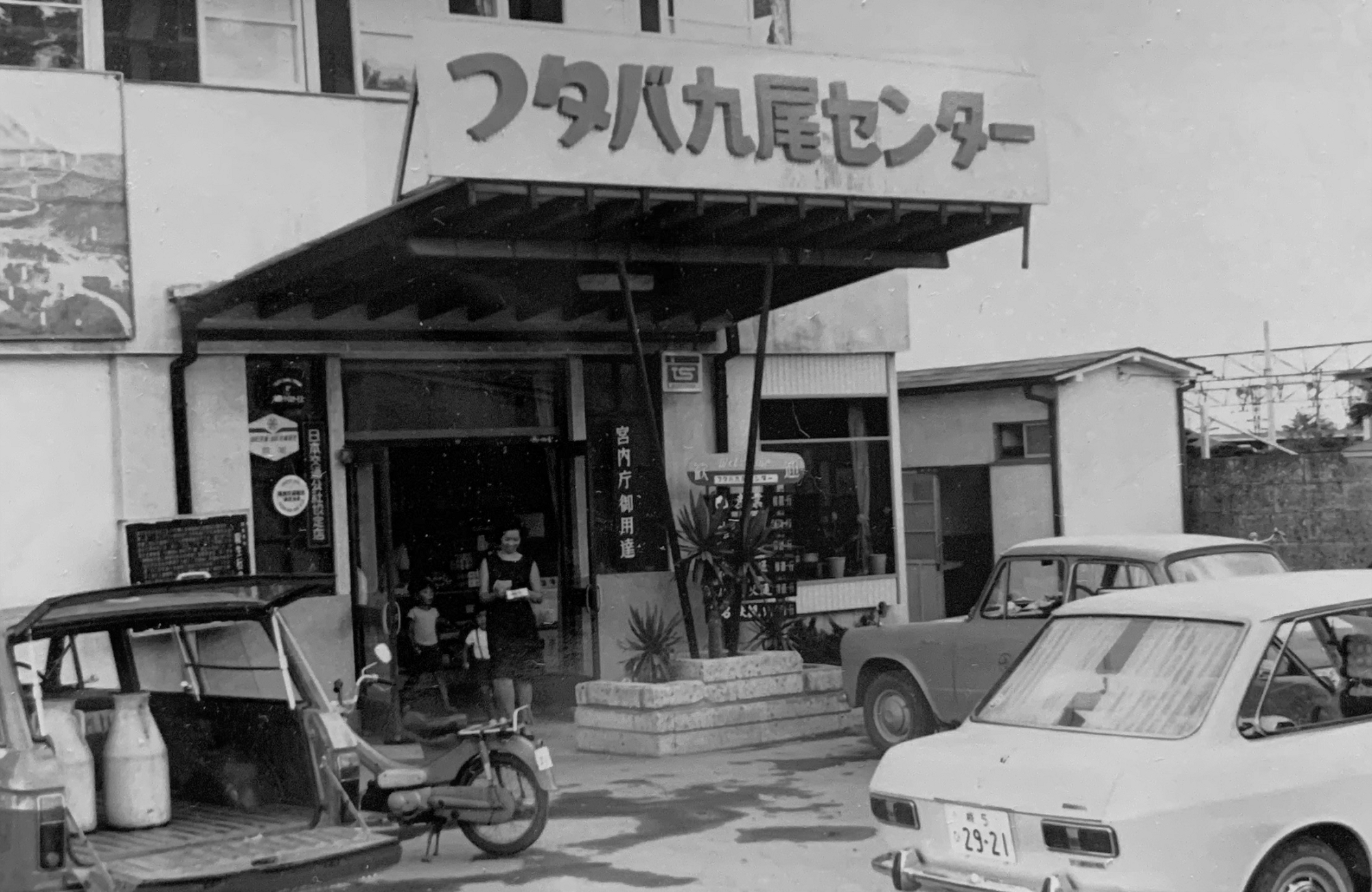
かつて黒磯駅前にあった
『フタバ九尾センター』（1966年）

- 1945年12月19日 - 見当邦雄が宇都宮市宿郷町に栃木食糧品工業有限会社として設立[2]。当時は製粉が主力事業であった[1]。
- 1946年 - 高崎、白河、栃木に工場設置。鉄道弘済会食品工場として各駅（高崎、白河、栃木）に冷菓の納入を開始。
- 1951年 - 乳製品の製造施設完成、県下唯一の許可工場として本格的アイスクリームの生産を開始[1]。
- 1952年 - 社名を有限会社栃食とする。
- 1957年 - 東北本線黒磯駅で九尾弁当販売開始。
- 1958年 - 社名を株式会社栃食に変更。同年12月フタバ食品株式会社に社名を変更。
- 1959年 - 大阪支店を設置。
- 1960年 - 東北支店を設置。
- 1967年 - マロングラッセの製造販売を開始。
- 1973年 - 本社新社屋を現在地に移転。
- 1976年 - 喜連川工場新築。
- 1978年 - 北海道支店設置。
- 1987年 - 大阪工場を三重県に移転し、関西工場とする。
- 1988年 - マロングラッセ事業部にレトルト食品工場を新設。
- 1995年 - 関信越地区における営業の効率化と強化を目的に関信越第一支店と関信越第二支店を統合し、関信越支店とする。
- 2005年 - 駅弁事業から全面撤退。
- 2011年 - 宇都宮餃子会加盟の餃子飲食店「豚嘻嘻」を宇都宮市大通りに開店
- 2015年 - 台湾、香港、中国、米国、そして、タイにアイスの輸出を開始。豚嘻嘻を宇都宮市馬場通りに移転。
- 2019年 - アイス「エルコーン」の販売が一時終了。（2021年から再発売。）

## 事業所
- 工場 - 下栗、喜連川、関西

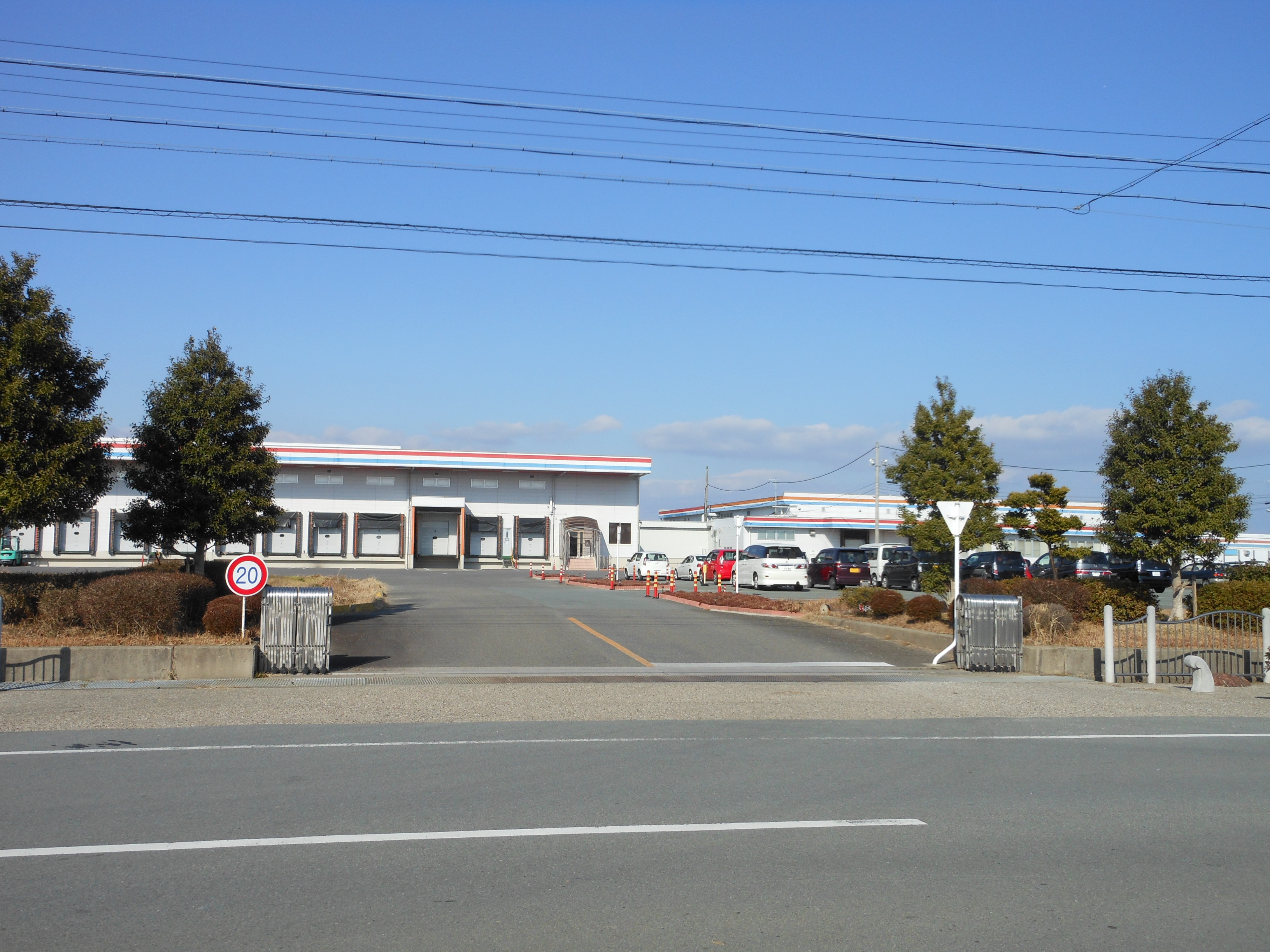
関西工場（津市）

- 支店 - 北海道、東北、関信越、東京、名古屋、大阪
- 営業所 - 仙台、宇都宮

## 部門
- アイスクリーム部門
- 冷凍調理食品部門
- 外食事業部門
- マロングラッセ事業部門

## 主な商品

### アイスクリーム
- サクレ
- レモン牛乳アイス
- チョコバナナ
- 特盛アイス（いちごタイプ・プリンタイプ）
- ふんわりかき氷（いちご・抹茶）
- 大きなプリンアイス
- 栗もなか
- 3色トリノ
- ダンディーチョコレート
- ダンディーバニラ

#### サクレ
1985年にレモンスライスをトッピングしたかき氷風のアイスとして発売した。当時のかき氷風アイスは冷凍庫から取り出してすぐの状態ではガチガチに固まっていてスプーンが通らないものが多かったため、取り出してすぐに食べられる商品として開発された。開発を担当したのは、当時存在した大阪工場で、喫茶店で見かけたスカッシュやフロートに輪切りのレモンが浮かんでいたことにヒントを得て、レモンスライスを載せて売り出した。女子高生を中心に「新しくておいしい」と評判になり、発売から数年で主力商品となった。
定番のフレーバーは、レモン、パイン、あずきで、マンゴー、イチゴ、白桃、Wメロン、濃いみかんなどもある。毎年新商品を発売しており、大手コンビニエンスストア限定商品（梨、チョコミント）もある。
開発のきっかけになったのは、フタバ食品が当時、協同乳業と販売特約を結んで販売していたホームランバーがよく売れたことであった。ホームランバーのようなブランド力のある自社ブランド商品を開発したいという思いから、サクレは誕生した。

### 冷凍調理食品
- 中華まん
- あんまん
- 塩味茶まめ
- かぼちゃ

### その他
外食事業として出張料理、パーティ・模擬店等の設営や、東北道の上河内サービスエリア下り線・常磐道の東海パーキングエリア下り線の売店・レストランの運営受託を行っている。また宇都宮餃子の専門店「豚嘻嘻」（とんきっき）を宇都宮市の宮島町通り（餃子通り）で経営する。

## 関連会社
- 東北食品株式会社
- 日本ポーチフレーバー株式会社

## 本社アクセス
- 東武宇都宮線東武宇都宮駅西口徒歩約13分（下記と同じ関東バスの系統利用（所要数分）も可）
- JR東日本東北新幹線・宇都宮線・日光線宇都宮駅西口から、関東バスの石橋駅行き、一条町経由江曽島（西川田東）行きなどで所要約10分「滝沢病院前停留所」下車。

## 関連人物
- ジャニーズ - 同社の最初期のイメージキャラクター。アイスクリームのCMに起用された。
- 森昌子 - 父親が同社の社員だった[6]。
- U字工事 - 「サクレレモン」のイメージキャラクター。2010年4月以降、東京近郊のJR各線車内（ドアのガラス）で広告を展開。
- 高見奈央（ベイビーレイズ→ベイビーレイズJAPAN） - 「サクレレモン」のイメージキャラクター。2012年4月～9月。
- 伊原六花 - 「サクレレモン」初のCMに出演。（2025年5月 - ）